# P & T Group
P&T Group, anciennement P & T Architects & Engineers est la plus importante agence d'architecture de Hong Kong et l'une des plus importantes de Chine et même du monde[réf. nécessaire]. En 2016 elle était la dixième plus grande agence d'architecture du monde par le nombre d'architecte. Elle comprend plus de 2 000 collaborateurs, opère dans plus de 70 villes et conçoit plus de 10 millions de m² de locaux par an.
Elle a conçu plus de 180 gratte-ciel à Hong Kong ainsi qu'en Chine continentale et en Thaïlande dont certains des plus notables. L'agence a une assise internationale avec des bureaux à Dubaï et Singapour.
Les origines de P & T remontent à 1868 avec l'arrivée à Hong Kong de William Salway venant d'Angleterre en route pour l'Australie. Le formidable développement de la ville et l'incendie qui avait eu lieu en 1867 suscitaient un très important besoin de construction ce qui poussa William Salway à créer une agence d'architecture.
Ceci fait de P & T l'une des plus vieilles agences d'architecture du monde.

## Quelques réalisations

### Années 1930
- Hôtel Broadway Mansions, Shanghai, 1935

### Années 1960
- Wyndham Place, Hong Kong, 1962

### Années 1970
- Century Tower I, Hong Kong, 1971

### Années 1980
- Jinling Hotel, Nankin, Chine, 1983
- Exchange Square, Hong Kong, 1985
- Luk Kwok Centre, Hong Kong, 1989

### Années 1990
- Pacific View, Hong Kong, 1990
- Bank of China Building (Macao), Macao, Chine, 1992
- Queen's Garden, Hong Kong, 1992
- AIA Tower, Singapour, 1993
- Entertainment Building, Hong Kong, 1993
- Far Eastern Plaza, Taipei, Taïwan, 1994
- Sathorn City Tower, Bangkok, Thaïlande, 1994
- Abdulrahim Place, Bangkok, Thaïlande, 1996
- Bank of Communications Tower, Hong Kong, 1996
- Effectual Building, Hong Kong, 1996
- Soundwill Plaza, Hong Kong, 1996
- Central Tower, Hong Kong, 1996
- Shanghai Times Square, Shanghai, 1996
- M-Thai Tower, Bangkok, Thaïlande, 1997
- China United Plaza, Hong Kong, Chine, 1997
- CITIC Tower, Hong Kong, Chine, 1997
- Resources Times Square, Shanghai, 1997
- Millennium City 1 Tower 1, Hong Kong, 1998
- Standard Chartered Tower, Hong Kong, 1998
- Bank Thai Tower, Bangkok, Thaïlande, 1998
- Emporium Suites Tower, Bangkok, Thaïlande, 1998
- MLC Millennia Plaza, Hong Kong, 1999
- Dah Chong Hong Commercial Building, Hong Kong, 1999

### Années 2000
- Bank of China Centre, Hong Kong, 2000
- Fairmount Terrace, Hong Kong, 2000
- Harbour Plaza North Point, Hong Kong, 2000
- Bank of China Building, Singapour, 2000
- Citic Square, Shanghai, 2000
- East Ocean Centre I, Shanghai, 2000
- China Resources Center, Bangkok, Thaïlande, 2002
- All Seasons Mansion, Bangkok, Thaïlande, 2002
- Marriott Mayfair Executive Apartments, Bangkok, Thaïlande, 2002
- Ocean Tower, Shanghai, 2002
- The Harbourside, Hong Kong, 2003
- Raffles Square, Shanghai, 2003
- Amaryllis Ville, Singapour, 2003
- Enterprise Square 3, Hong Kong, 2004
- Central World Tower, Bangkok, Thaïlande, 2004
- Lanko Hyatt Business Mansion, Chongqing, Chine, 2004
- Gateway Towers, Pékin, 2005
- The Lakeville Regency, Shanghai, 2005
- One Park Avenue Phase 1, Shanghai, 2005
- Shang Grand, Makati, Philippines, 2006
- Teem Tower, Canton, Chine, 2006
- Somkid Tower, Bangkok, Thaïlande, 2007
- Grand Millennium Sukhumvit, Bangkok, Thaïlande, 2007
- Bao Lai Garden Square, Taipei, Taïwan, 2007
- Centrepoint Ratchadamri, Bangkok, Thaïlande, 2007
- Beaumonde, Bombay, Inde, 2008
- The Infinity, Bangkok, Thaïlande, 2008
- Watermark Chaophraya Tower A, Bangkok, Thaïlande, 2008
- Somerset Grand Sukhumvit, Bangkok, Thaïlande, 2008
- Park Infinia @ Wee Nam, Singapour, 2008
- Ajman Corniche Residence, Ajman, 2008
- Interchange 21, Bangkok, 2008
- King's Town Hyatt, Kaohsiung, Taïwan, 2009

### Années 2010
- Bank of Pansin Headquarters, Taipei, Taïwan, 2010
- Wind Ratchayothin, Bangkok, Thaïlande, 2010
- One Grantai, Macao, Chine, 2010
- Aguston Sukhumvit 22, Bangkok, Thaïlande, 2010
- Grande Centre Point Sukhumvit Terminal 21, Bangkok, Thaïlande, 2011
- Park Ventures Ecoplex, Bangkok, Thaïlande, 2011
- Ivy Thonglor, Bangkok, Thaïlande, 2011
- Chongqing Corporate Avenue 2, Chongqing, Chine, 2013
- Burj Rafal, Riyadh, Arabie saoudite, 2014
- Jinling Hotel Phase 2, Nankin, Chine, 2014
- Fortune Financial Centre, Pékin, Chine, 2014
- Tianjin International Trade Centre, Tianjin, Chine, 2014
- Changhong Century, Nouveau Taipei, Taïwan, 2014
- Fortune Heights, Tianjin, Chine, 2014
- China 117 Tower, Tianjin, Chine, 2016
- Solaris Towers, Abou Dabi, Émirats arabes unis, 2016
- The Signature by Urbano, Bangkok, Thaïlande, 2016
- Pearl Bangkok, Bangkok, Thaïlande, 2017
- Jimei Yipin Garden, Nouveau Taipei, Taïwan, 2017
- Krungsri Tower, Bangkok, Thaïlande, 2018

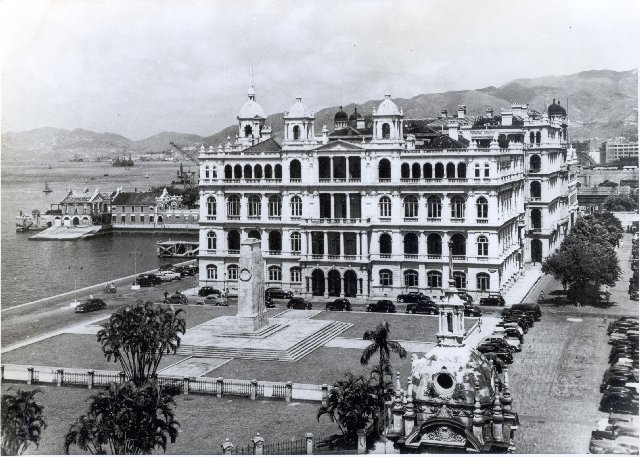
The second generation Hong Kong Club Building
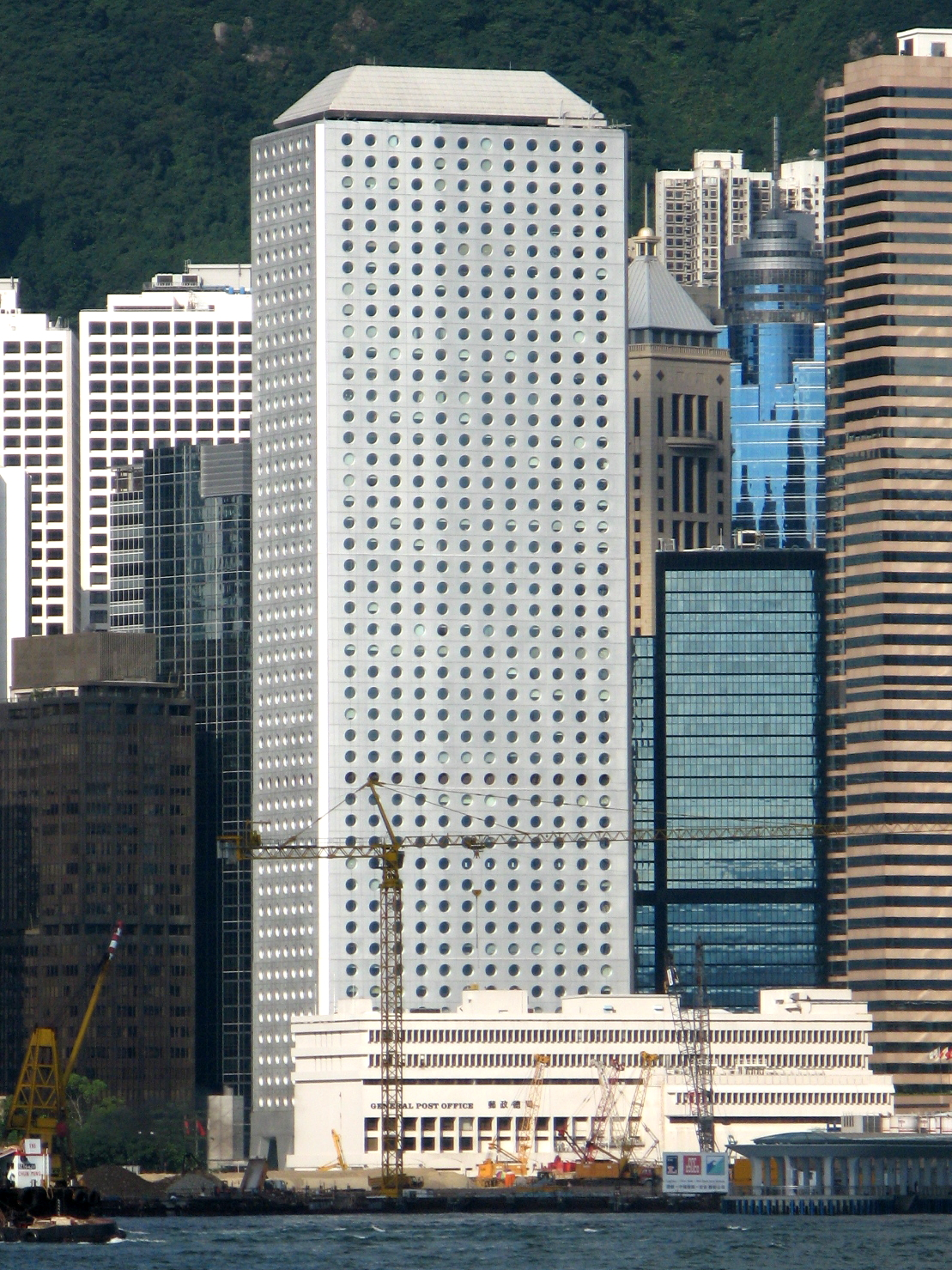
Jardine House
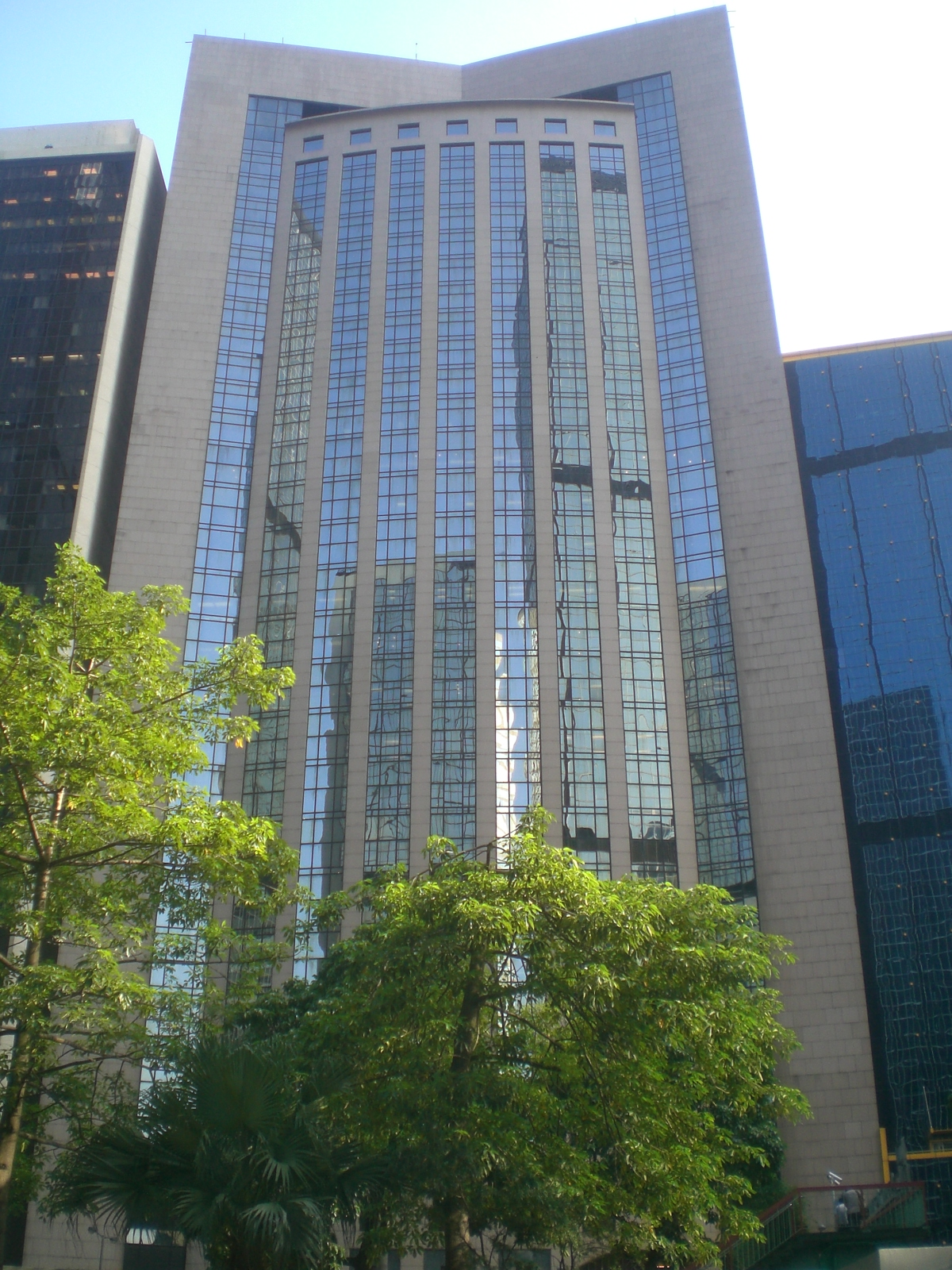
Luk Kwok Centre
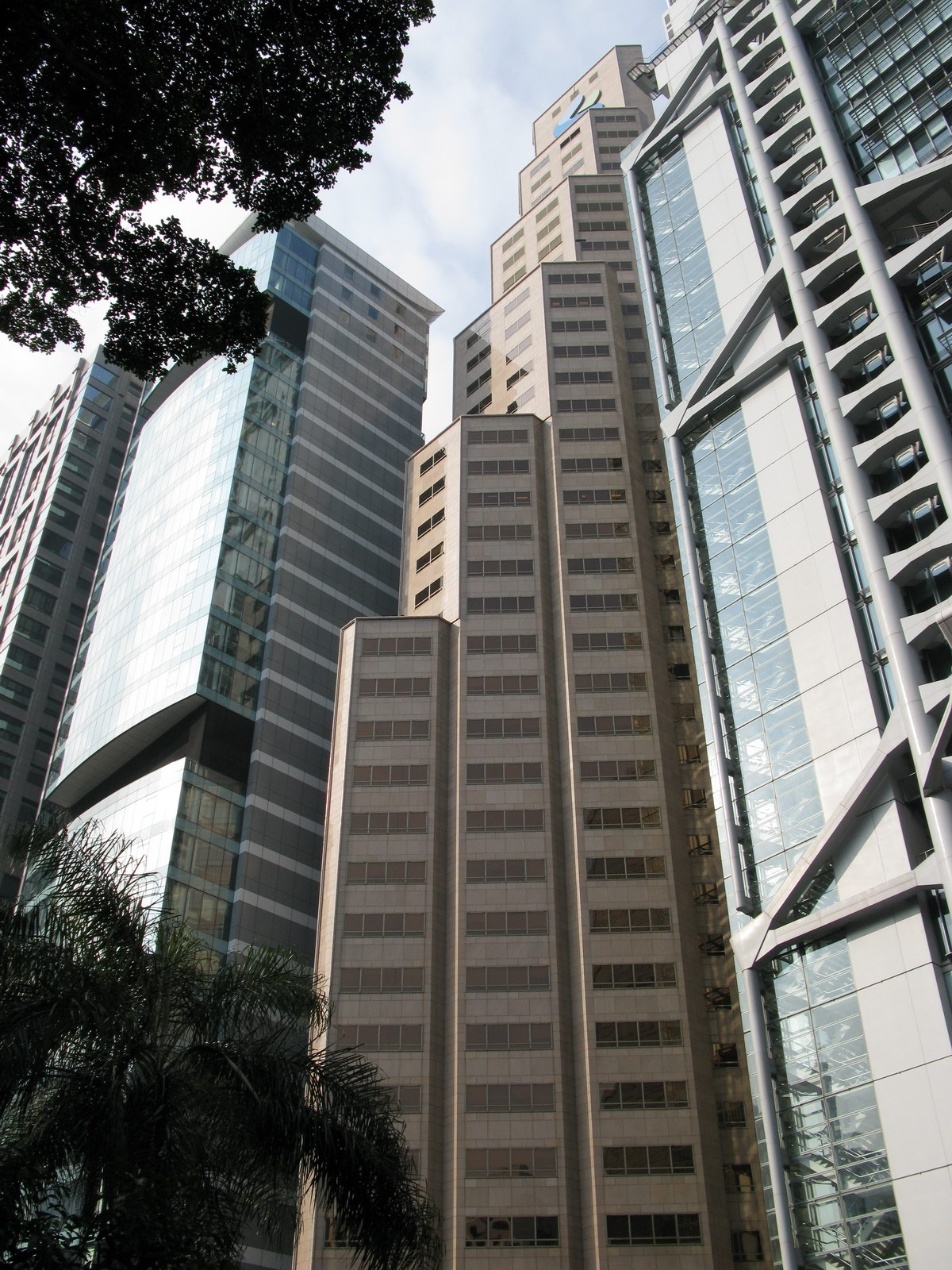
Standard Chartered Bank Building (Hong Kong)
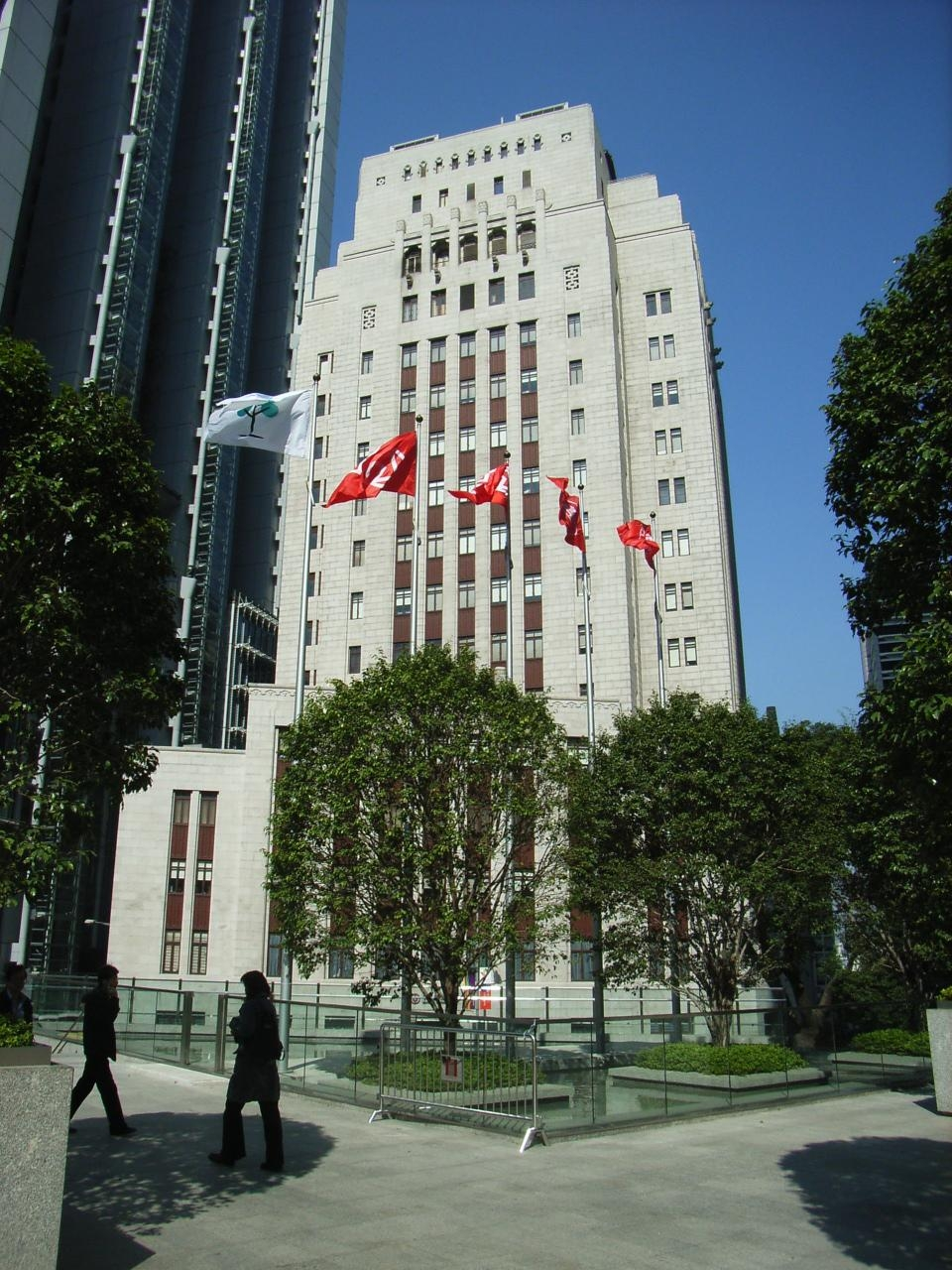
Bâtiment de la Banque de Chine
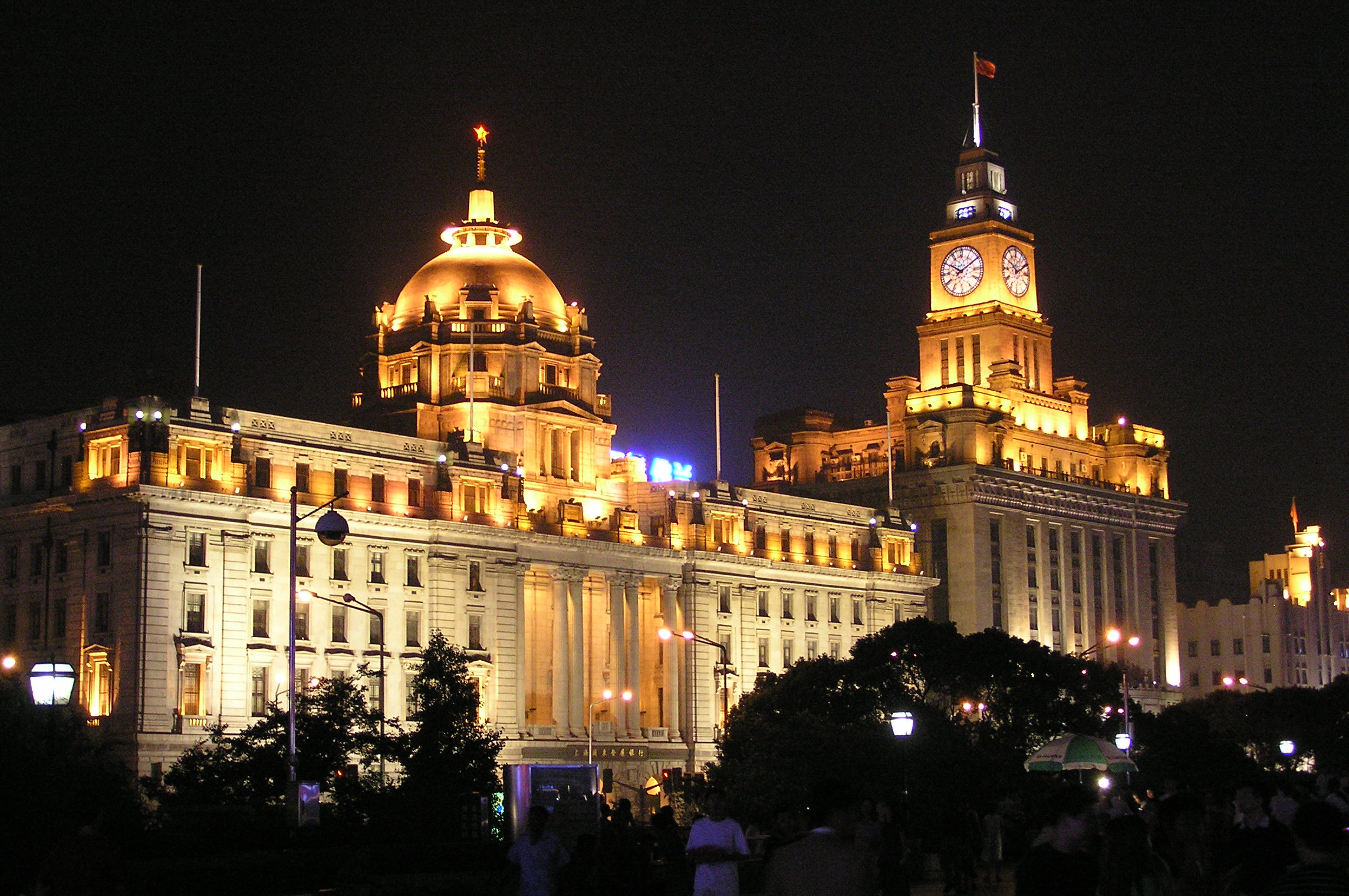
HSBC, Shanghai
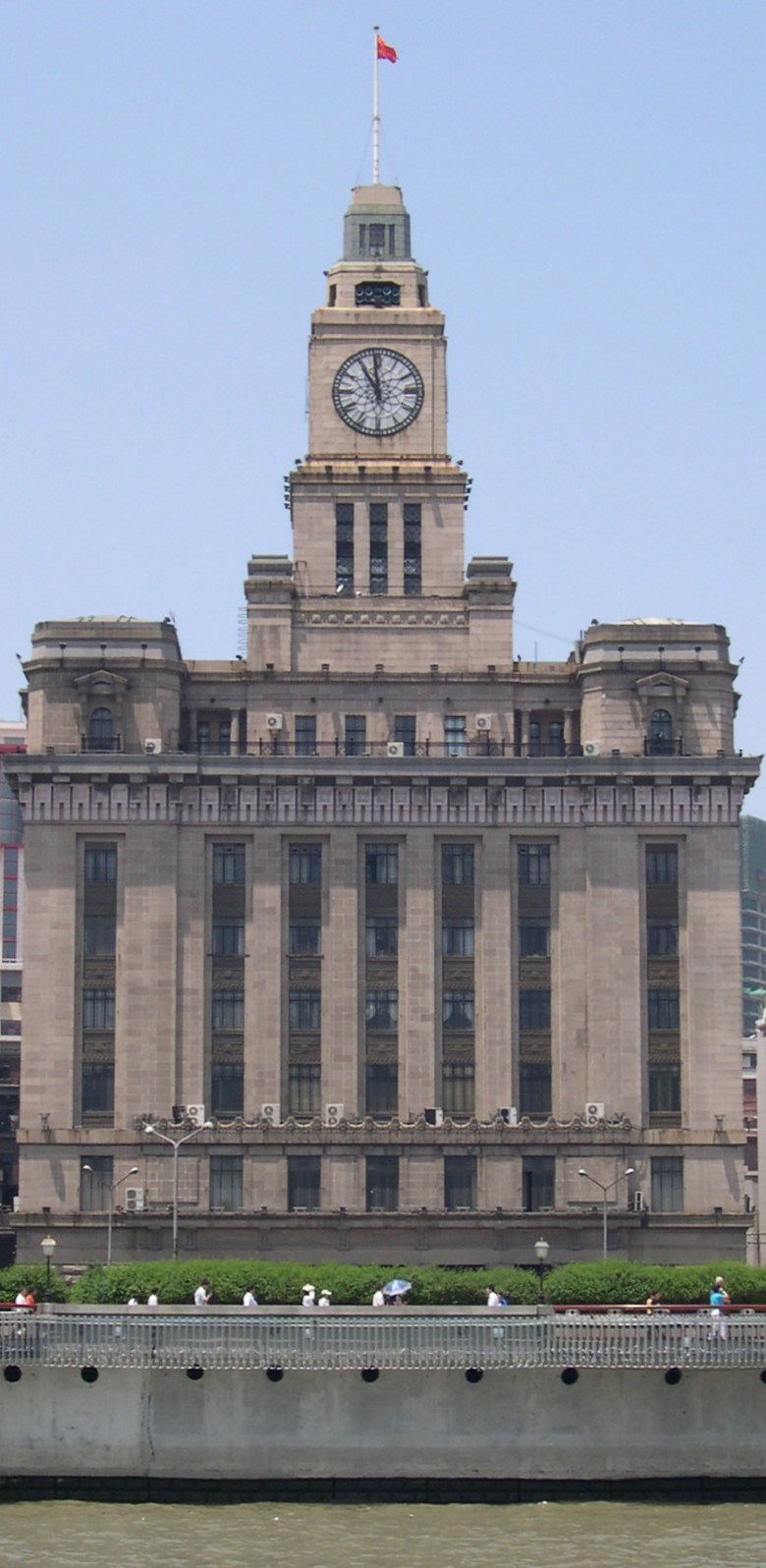
Customs House, Shanghai
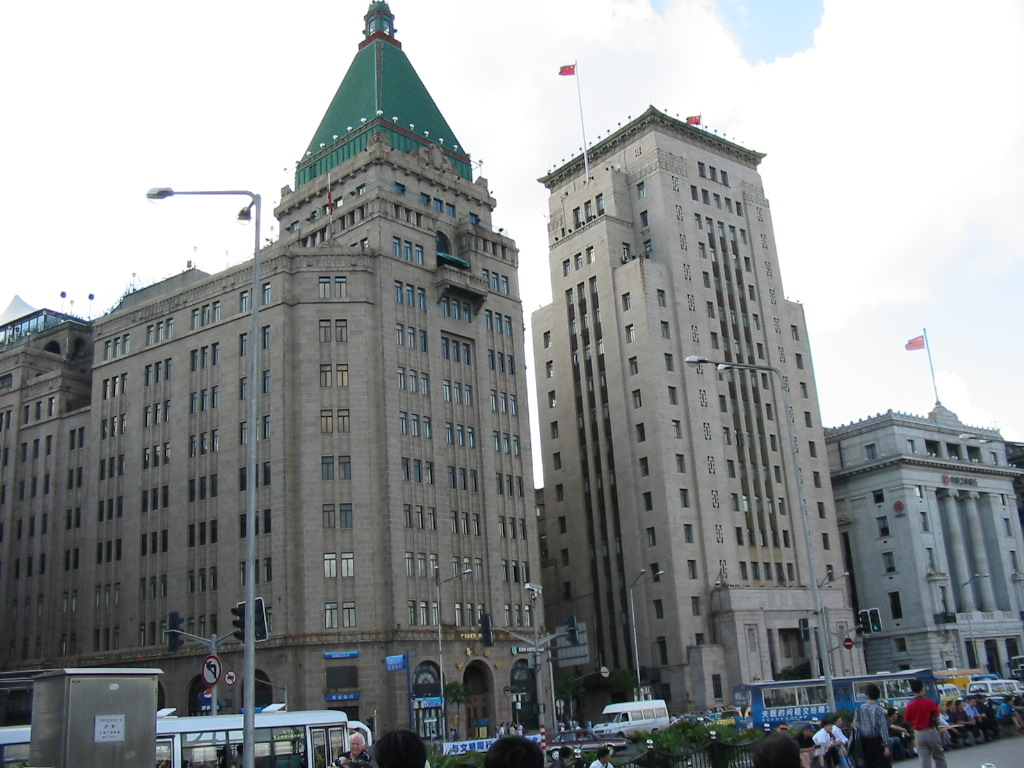
Sassoon House, Shanghai
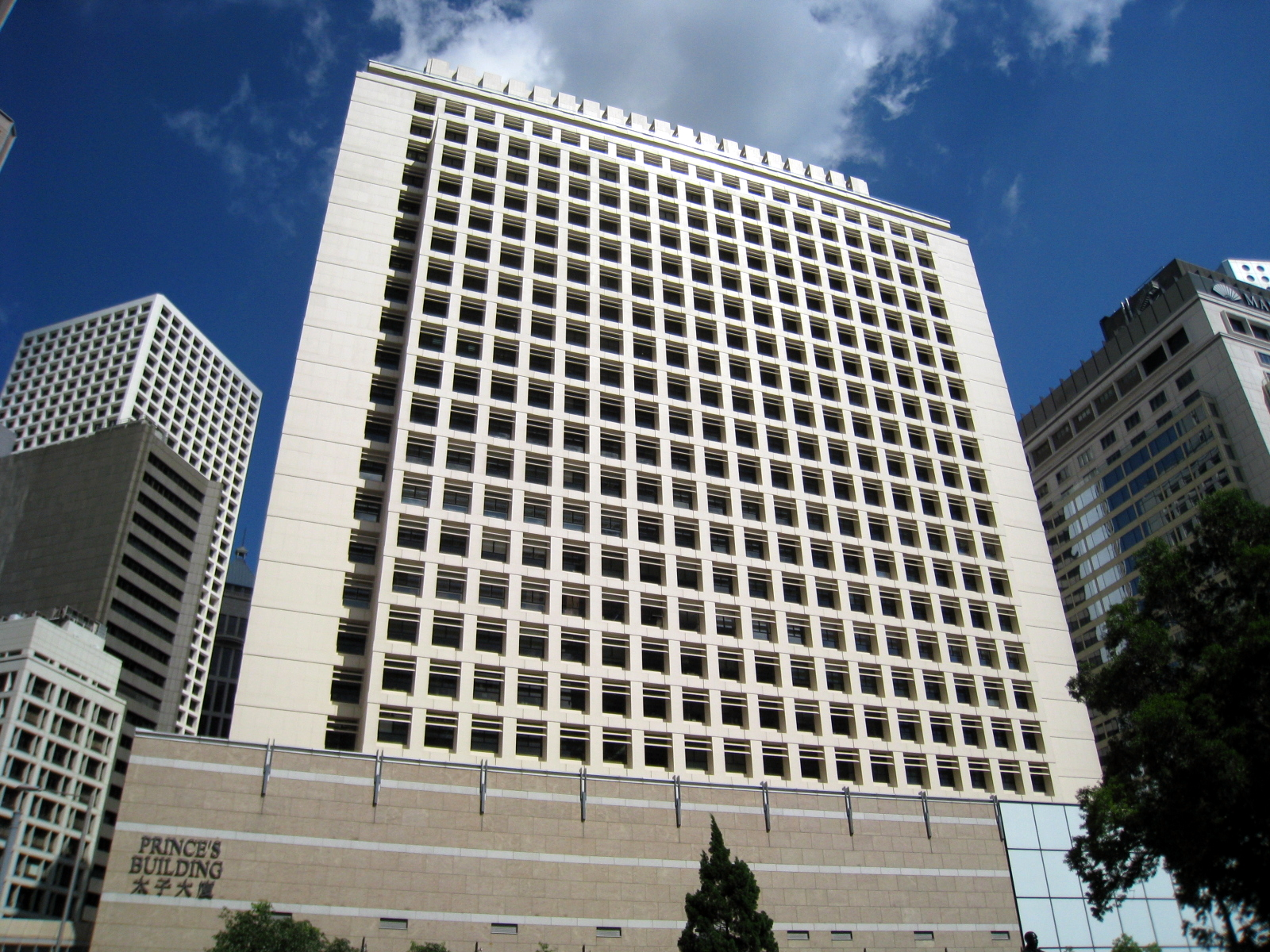
Prince's Building
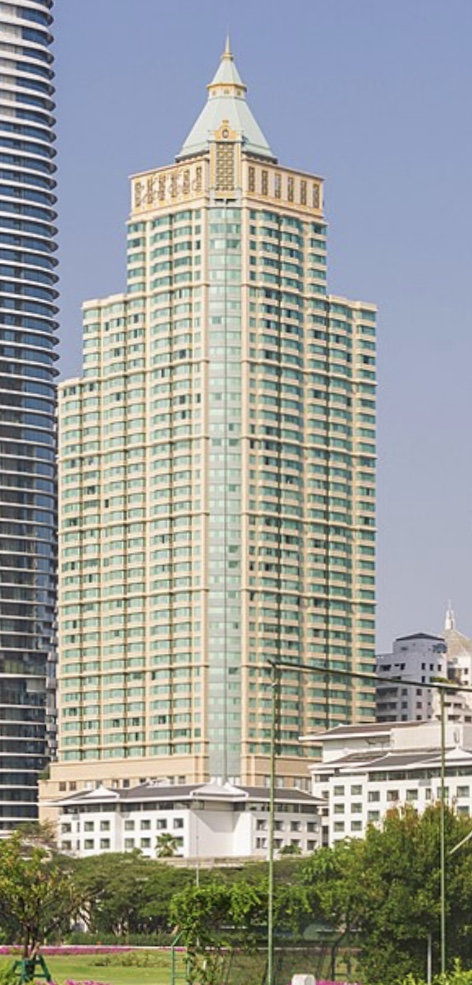
Centrepoint Ratchadamri